# Ljerka
Ljerka (serbisch: Љерка) ist ein weiblicher Vorname.

## Herkunft und Bedeutung
Der Name ist abgeleitet vom südslawischen lijer, was Lilie bedeutet.

## Verbreitung
Der Name wird im Serbischen, Kroatischen und Slowenischen verwendet, außerdem ist er in Bosnien und Herzegowina anzutreffen. In der Schweiz tragen den Namen 44 und in Slowenien 75 Personen (Stand 2023).

## Bekannte Namensträgerinnen
- Ljerka Očić (* 1960), kroatische Organistin
- Ljerka Njerš (* 1937), kroatische Keramikerin und Malerin